# Sainte-Marie (Cantal)
Sainte-Marie település Franciaországban, Cantal megyében. Lakosainak száma 103 fő (2022. január 1.). Sainte-Marie Cantoin, Espinasse, Gourdièges, Lieutadès, Paulhenc, Pierrefort és Neuvéglise-sur-Truyère községekkel határos.

## Népesség
A település népessége az elmúlt években az alábbi módon változott:
| Lakosok száma | 185  | 133  | 125  | 111  | 108  | 111  | 108  | 108  | 109  | 103  |
|               | 1968 | 1982 | 1990 | 2006 | 2013 | 2015 | 2017 | 2019 | 2020 | 2022 |